# Thricops nigriabdominalis
Thricops nigriabdominalis är en tvåvingeart som beskrevs av Savage 2003. Thricops nigriabdominalis ingår i släktet Thricops och familjen husflugor.
Artens utbredningsområde är Turkiet. Inga underarter finns listade i Catalogue of Life.